# لوري شاتونج
لوري شاتونج (الاسم العلمي: Trichoglossus ornatus) (بالإنجليزية: Ornate Lorikeet)‏ هو طائر ينتمي إلى (فصيلة: Psittaculidae).